# گربه حبشی
گربه حبشی یکی از نژادهای اهلی گربه با پوشش خاص خطدار می‌باشد. داستان‌های بسیاری در مورد خاستگاه این گربه وارد که بیشتر آنها حول کشور اتیوپی یا همان حبشه می‌گردند، اما زادگاه حقیقی آنها هنوز به درستی مشخص نشده‌است. گربه‌های حبشی یکی از محبوبترین نژادهای موکوتاه در آمریکا می‌باشند.